# 21e étape du Tour de France 2000
Pour un article plus général, voir Tour de France 2000.
La 21e étape du Tour de France 2000 a eu lieu le 23 juillet 2000 à Paris, entre la Tour Eiffel et l'Avenue des Champs-Élysées sur une distance de 138 km. Elle a été remportée par l'Italien Stefano Zanini (Mapei-Quick Step devant l'Allemand Erik Zabel (Deutsche Telekom) et le Letton Romāns Vainšteins (Vini Caldirola-Sidermec).

## Classement de l'étape
| \| Classement de l'étape \| Classement de l'étape \| Classement de l'étape \| Classement de l'étape \| Classement de l'étape \| \| Coureur \| Coureur \| Pays \| Équipe \| Temps \| \| --------------------- \| --------------------- \| --------------------- \| ------------------------ \| --------------------- \| \| 1er \| Stefano Zanini \| Italie \| Mapei-Quick Step \| + 19 min 16 s \| \| 2e \| Erik Zabel \| Allemagne \| Deutsche Telekom \| + 0 s \| \| 3e \| Romāns Vainšteins \| Lettonie \| Vini Caldirola-Sidermec \| + 0 s \| \| 4e \| Fred Rodriguez \| États-Unis \| Mapei-Quick Step \| + 0 s \| \| 5e \| Max van Heeswijk \| Pays-Bas \| Mapei-Quick Step \| + 0 s \| \| 6e \| Emmanuel Magnien \| France \| La Française des jeux \| + 0 s \| \| 7e \| François Simon \| France \| Bonjour-Toupargel \| + 0 s \| \| 8e \| Robbie McEwen \| Australie \| Farm Frites \| + 0 s \| \| 9e \| Salvatore Commesso \| Italie \| Saeco-Valli & Valli \| + 0 s \| \| 10e \| Arvis Piziks \| Lettonie \| Memory Card-Jack & Jones \| + 0 s \| |                    |            |                          |               |
| |                    |            |                          |               |
| |                    |            |                          |               |
| Classement de l'étape |                    |            |                          |               |
| Coureur | Coureur            | Pays       | Équipe                   | Temps         |
| 1er | Stefano Zanini     | Italie     | Mapei-Quick Step         | + 19 min 16 s |
| 2e | Erik Zabel         | Allemagne  | Deutsche Telekom         | + 0 s         |
| 3e | Romāns Vainšteins  | Lettonie   | Vini Caldirola-Sidermec  | + 0 s         |
| 4e | Fred Rodriguez     | États-Unis | Mapei-Quick Step         | + 0 s         |
| 5e | Max van Heeswijk   | Pays-Bas   | Mapei-Quick Step         | + 0 s         |
| 6e | Emmanuel Magnien   | France     | La Française des jeux    | + 0 s         |
| 7e | François Simon     | France     | Bonjour-Toupargel        | + 0 s         |
| 8e | Robbie McEwen      | Australie  | Farm Frites              | + 0 s         |
| 9e | Salvatore Commesso | Italie     | Saeco-Valli & Valli      | + 0 s         |
| 10e | Arvis Piziks       | Lettonie   | Memory Card-Jack & Jones | + 0 s         |

## Classement général
| \| Classement général \| Classement général \| Classement général \| Classement général \| Classement général \| \| Coureur \| Coureur \| Pays \| Équipe \| Temps \| \| ------------------ \| ------------------ \| ------------------ \| ------------------ \| ------------------ \| \| 1er \| Lance Armstrong \| États-Unis \| US Postal Service \| 92 h 33 min 08 s \| \| 2e \| Jan Ullrich \| Allemagne \| Deutsche Telekom \| + 6 min 02 s \| \| 3e \| Joseba Beloki \| Espagne \| Festina \| + 10 min 04 s \| \| 4e \| Christophe Moreau \| France \| Festina \| + 10 min 34 s \| \| 5e \| Roberto Heras \| Espagne \| Kelme-Costa Blanca \| + 11 min 50 s \| \| 6e \| Richard Virenque \| France \| Polti \| + 13 min 26 s \| \| 7e \| Santiago Botero \| Colombie \| Kelme-Costa Blanca \| + 14 min 18 s \| \| 8e \| Fernando Escartín \| Espagne \| Kelme-Costa Blanca \| + 17 min 21 s \| \| 9e \| Francisco Mancebo \| Espagne \| Banesto \| + 18 min 09 s \| \| 10e \| Daniele Nardello \| Italie \| Mapei-Quick Step \| + 18 min 25 s \| |                   |            |                    |                  |
| |                   |            |                    |                  |
| |                   |            |                    |                  |
| Classement général |                   |            |                    |                  |
| Coureur | Coureur           | Pays       | Équipe             | Temps            |
| 1er | Lance Armstrong   | États-Unis | US Postal Service  | 92 h 33 min 08 s |
| 2e | Jan Ullrich       | Allemagne  | Deutsche Telekom   | + 6 min 02 s     |
| 3e | Joseba Beloki     | Espagne    | Festina            | + 10 min 04 s    |
| 4e | Christophe Moreau | France     | Festina            | + 10 min 34 s    |
| 5e | Roberto Heras     | Espagne    | Kelme-Costa Blanca | + 11 min 50 s    |
| 6e | Richard Virenque  | France     | Polti              | + 13 min 26 s    |
| 7e | Santiago Botero   | Colombie   | Kelme-Costa Blanca | + 14 min 18 s    |
| 8e | Fernando Escartín | Espagne    | Kelme-Costa Blanca | + 17 min 21 s    |
| 9e | Francisco Mancebo | Espagne    | Banesto            | + 18 min 09 s    |
| 10e | Daniele Nardello  | Italie     | Mapei-Quick Step   | + 18 min 25 s    |

## Classements annexes
| Classement par points | Classement par points | Classement par points | Classement par points   | Classement par points |
| Coureur               | Coureur               | Pays                  | Équipe                  | Points                |
| --------------------- | --------------------- | --------------------- | ----------------------- | --------------------- |
| 1er                   | Erik Zabel            | Allemagne             | Deutsche Telekom        | 321 pts               |
| 2e                    | Robbie McEwen         | Australie             | Farm Frites             | 203 pts               |
| 3e                    | Romāns Vainšteins     | Lettonie              | Vini Caldirola-Sidermec | 184 pts               |
| 4e                    | Emmanuel Magnien      | France                | La Française des jeux   | 157 pts               |
| 5e                    | Erik Dekker           | Pays-Bas              | Rabobank                | 138 pts               |

| Classement par points | Classement par points | Classement par points | Classement par points   | Classement par points |
| Coureur               | Coureur               | Pays                  | Équipe                  | Points                |
| --------------------- | --------------------- | --------------------- | ----------------------- | --------------------- |
| 1er                   | Erik Zabel            | Allemagne             | Deutsche Telekom        | 321 pts               |
| 2e                    | Robbie McEwen         | Australie             | Farm Frites             | 203 pts               |
| 3e                    | Romāns Vainšteins     | Lettonie              | Vini Caldirola-Sidermec | 184 pts               |
| 4e                    | Emmanuel Magnien      | France                | La Française des jeux   | 157 pts               |
| 5e                    | Erik Dekker           | Pays-Bas              | Rabobank                | 138 pts               |

| Classement de la montagne | Classement de la montagne | Classement de la montagne | Classement de la montagne       | Classement de la montagne |
| Coureur                   | Coureur                   | Pays                      | Équipe                          | Points                    |
| ------------------------- | ------------------------- | ------------------------- | ------------------------------- | ------------------------- |
| 1er                       | Santiago Botero           | Colombie                  | Kelme-Costa Blanca              | 347 pts                   |
| 2e                        | Javier Otxoa              | Espagne                   | Kelme-Costa Blanca              | 283 pts                   |
| 3e                        | Richard Virenque          | France                    | Polti                           | 267 pts                   |
| 4e                        | Pascal Hervé              | France                    | Polti                           | 234 pts                   |
| 5e                        | Nico Mattan               | Belgique                  | Cofidis-Le Crédit par Téléphone | 164 pts                   |

| Classement de la montagne | Classement de la montagne | Classement de la montagne | Classement de la montagne       | Classement de la montagne |
| Coureur                   | Coureur                   | Pays                      | Équipe                          | Points                    |
| ------------------------- | ------------------------- | ------------------------- | ------------------------------- | ------------------------- |
| 1er                       | Santiago Botero           | Colombie                  | Kelme-Costa Blanca              | 347 pts                   |
| 2e                        | Javier Otxoa              | Espagne                   | Kelme-Costa Blanca              | 283 pts                   |
| 3e                        | Richard Virenque          | France                    | Polti                           | 267 pts                   |
| 4e                        | Pascal Hervé              | France                    | Polti                           | 234 pts                   |
| 5e                        | Nico Mattan               | Belgique                  | Cofidis-Le Crédit par Téléphone | 164 pts                   |

| Classement du meilleur jeune | Classement du meilleur jeune | Classement du meilleur jeune | Classement du meilleur jeune    | Classement du meilleur jeune |
| Coureur                      | Coureur                      | Pays                         | Équipe                          | Temps                        |
| ---------------------------- | ---------------------------- | ---------------------------- | ------------------------------- | ---------------------------- |
| 1er                          | Francisco Mancebo            | Espagne                      | Banesto                         | 92 h 51 min 17 s             |
| 2e                           | Guido Trentin                | Italie                       | Vini Caldirola-Sidermec         | + 17 min 48 s                |
| 3e                           | Grischa Niermann             | Allemagne                    | Rabobank                        | + 33 min 57 s                |
| 4e                           | David Cañada                 | Espagne                      | ONCE-Deutsche Bank              | + 59 min 35 s                |
| 5e                           | David Millar                 | Royaume-Uni                  | Cofidis-Le Crédit par Téléphone | + 1 h 54 min 54 s            |

| Classement du meilleur jeune | Classement du meilleur jeune | Classement du meilleur jeune | Classement du meilleur jeune    | Classement du meilleur jeune |
| Coureur                      | Coureur                      | Pays                         | Équipe                          | Temps                        |
| ---------------------------- | ---------------------------- | ---------------------------- | ------------------------------- | ---------------------------- |
| 1er                          | Francisco Mancebo            | Espagne                      | Banesto                         | 92 h 51 min 17 s             |
| 2e                           | Guido Trentin                | Italie                       | Vini Caldirola-Sidermec         | + 17 min 48 s                |
| 3e                           | Grischa Niermann             | Allemagne                    | Rabobank                        | + 33 min 57 s                |
| 4e                           | David Cañada                 | Espagne                      | ONCE-Deutsche Bank              | + 59 min 35 s                |
| 5e                           | David Millar                 | Royaume-Uni                  | Cofidis-Le Crédit par Téléphone | + 1 h 54 min 54 s            |

| Classement par équipes | Classement par équipes | Classement par équipes | Classement par équipes |
| Équipe                 | Équipe                 | Pays                   | Temps                  |
| ---------------------- | ---------------------- | ---------------------- | ---------------------- |
| 1re                    | Kelme-Costa Blanca     | Espagne                | 278 h 10 min 47 s      |
| 2e                     | Festina                | France                 | + 13 min 42 s          |
| 3e                     | Banesto                | Espagne                | + 18 min 21 s          |
| 4e                     | Deutsche Telekom       | Allemagne              | + 40 min 08 s          |
| 5e                     | Lotto-Adecco           | Belgique               | + 1 h 11 min 50 s      |

| Classement par équipes | Classement par équipes | Classement par équipes | Classement par équipes |
| Équipe                 | Équipe                 | Pays                   | Temps                  |
| ---------------------- | ---------------------- | ---------------------- | ---------------------- |
| 1re                    | Kelme-Costa Blanca     | Espagne                | 278 h 10 min 47 s      |
| 2e                     | Festina                | France                 | + 13 min 42 s          |
| 3e                     | Banesto                | Espagne                | + 18 min 21 s          |
| 4e                     | Deutsche Telekom       | Allemagne              | + 40 min 08 s          |
| 5e                     | Lotto-Adecco           | Belgique               | + 1 h 11 min 50 s      |